# Berenguer de Berga
Berenguer (Berenguer Wifredo, f. 1093), conde de Berga (1050) y obispo de Gerona (1050-1093).
Tercer hijo de Wifredo II de Cerdaña y Guisla de Pallars. Después de la muerte de su hermano Bernardo I (1050) hereda el Condado de Berga; ese mismo año renuncia para convertirse en obispo de Gerona, pasando el condado a manos de su hermano Ramón I de Cerdaña.
| Predecesor: Bernardo I | Conde de Berga 1050 | Sucesor: Ramón I |